# 廖國棟
廖國棟（1955年1月8日—），中華民國政治人物，台東縣東河鄉都蘭村人，阿美族人，高雄醫學大學醫學系畢業，專科醫生，在東海岸、離島及縱谷線行醫執業服務二十餘年。平地原住民選舉區第5至10屆立法委員，中華民國青溪總會第十任理事長，救國團台東縣主任委員。曾任職國民黨立法院黨團總召集人、國民黨立法院黨團書記長、國民黨中常委、立法院厚生會會長、第三屆國民大會代表、中華海峽兩岸醫療暨健康產業發展協會理事長、中華兩岸少數民族知識經濟交流協會理事長、中華民國原住民知識經濟發展協會理事長。

2022年7月6日立委集體涉貪案法院一審宣判涉案立委均有罪，其中廖國棟判刑8年6個月、褫奪公權4年。

## 生平

### 個人背景
廖國棟（阿美族名稱：Sufin Siluko），台灣台東縣東河鄉都蘭村人（都蘭部落），1955年1月8日出生於農村家庭，共有12位兄弟姊妹，家中排行第九位，自幼失去雙親，七歲時母親因難產早逝，九歲時父親因病過世。阿美族是屬於母系社會，因而由姐姐們養育成長。幼年時期因家境貧寒，經常靠基督教長老教會救濟度日，因而與教會結下不解之緣，國小時成績優異，畢業時因為貧窮，亦無法報考初中；那一年，是考初中的最後一屆。
國小畢業後原計畫與哥哥們一樣，當遠洋船員，有幸經由花蓮北埔「基督教芥菜種會」習藝所名為「墊腳石計畫」的全額資助補習與打工一年。1968年，台灣開始實施九年國民義務教育開辦，順利就讀都蘭國中。國中時期成績優秀，靠領獎學金填補家用，高中除了考上台東中學外，同時以考上淡江中學（私立淡江高級中學前身）以公費獎學金資格就讀。高中畢業後，考上台北師範大學，隔年甄試考上「台灣省山地暨離島地區醫護人員養成計畫公費生」。高雄醫學大學醫學系畢業後，歷任台東縣延平鄉、海端鄉、蘭嶼鄉及長濱鄉、成功鎮衛生所的主任兼醫師、台東衛生局醫政課長、台東基督教醫院主治醫師、東甯診所院長。

### 家庭
2016年1月27日，立法委員廖國棟與夫人國際蘭馨交流協會台北美倫會陳姿伶會長，關懷及訪視八仙塵爆受害者其家屬，由國際蘭馨交流協會中華民國總會捐助合計816,000元，協助受害者減輕生活及復健的負擔。
2017年12月30日，立法委員廖國棟與陳姿伶女士伉儷，結縭32年來，長期投入社會公益活動。廖國棟夫婦是虔誠的基督徒，平時生活將基督教的信、望、愛及奉獻精神融入其中，榮獲聯合國世界和平婦女會台灣總會頒發全國幸福家庭表揚。

### 醫師生涯
1991年，擔任台東縣長濱鄉衛生所的主任兼醫師時，獲頒第一屆中華民國醫療奉獻獎。

## 從政
1996年3月，代表中國國民黨台東縣平地原住民選舉區當選第三屆國民大會代表。
2001年12月，代表中國國民黨當選第五屆平地原住民選舉區立法委員，並連任五屆，後因身體因素放棄連任。
2003年2月，代表中國國民黨推動兩岸少數民族文化交流活動，每年率台灣原住民學子進行文化訪問交流迄今。
2009年11月，陸續當選中國國民黨第1、2、4任，第19屆第1、3任中常委。
2014年7月，中國國民黨第八屆立法院國民黨團第七會期書記長。
2016年7月，當選中國國民黨立法院黨團總召集人，其中35席立委中共34人領票，由其獲得20票、陳學聖13票，1人投廢票。
2017年12月，因地方勸進聲音不斷，廖國棟正式宣布參加2018年台東縣長選舉與現任議長饒慶鈴角逐大位，經過黨內兩次協商，雙方同意採用全民調方式進行黨內初選，隔年1月初選結果公布，雙方民調僅差2.3%落敗，轉而全力支持饒慶鈴贏得勝選。

## 選舉紀錄
| 年度 | 選舉屆數               | 選舉區           | 所屬政黨   | 得票數 | 得票率 | 當選標記   | 備註 |
| ---- | ---------------------- | ---------------- | ---------- | ------ | ------ | ---------- | ---- |
| 1996 | 第三屆國民大會代表選舉 | 平地原住民選舉區 | 中國國民黨 | 23,108 | 35.47% |            |      |
| 2001 | 第五屆立法委員選舉     | 平地原住民選舉區 | 中國國民黨 | 9,645  | 14.12% |            |      |
| 2004 | 第六屆立法委員選舉     | 平地原住民選舉區 | 中國國民黨 | 13,304 | 21.04% |            |      |
| 2008 | 第七屆立法委員選舉     | 平地原住民選舉區 | 中國國民黨 | 20,156 | 30.77% | 該區最高票 |      |
| 2012 | 第八屆立法委員選舉     | 平地原住民選舉區 | 中國國民黨 | 26,998 | 27.51% | 該區最高票 |      |
| 2016 | 第九屆立法委員選舉     | 平地原住民選舉區 | 中國國民黨 | 19,468 | 20.58% |            |      |
| 2020 | 第十屆立法委員選舉     | 平地原住民選舉區 | 中國國民黨 | 23,255 | 19.08% |            |      |

## 政策理念

#### 核心精神
- 希望原鄉 • 都會再造-八大政策打造原住民美好未來願景。
- 追隨內心的熱情與盼望，為下一代築夢。
- 肩負原住民傳統土地權益之爭取；傳承及復振原民文化為己任；促進原民經濟發展為目標。
- 願，看見每位原民之子，臉上洋溢著幸福、自信、歡笑、滿足的樣子，大聲的告訴世人：「是的！我是原住民，我是台灣的長子，我以身為台灣原住民為榮。｣

#### 政策說明
廖國棟由醫轉政後，全身投入台灣原住民法政建構立法工作，經過二十幾年來的努力，已初見成果，然而還有更多攸關原住民權益與法案仍是未竟之路，等著一一克服與實現。為因應社會發展潮流，原住民未來各項政策也須與時俱進，在｢母語教育復育、恢弘文化藝術、發展產業經濟、完善交通建設、偏鄉醫療照護、都會權益再造、土地及海域權、原住民自治權｣等面向缺一不可，廖國棟將以八大核心政策為主軸，戮力爭取原住民權益保障與發展需求，所謂的原住民之主體性與正義追求，便自然而然孕育而生。

## 爭議

### 反對前瞻基礎建設，扛議事桌衝撞主席台
2017年4月26日，立法院審議《前瞻基礎建設計畫特別條例草案》，廖國棟、黃昭順、顏寬恆等立委阻止宣讀條文，廖國棟扛起議事桌欲衝撞主席台，後來更滿場亂潑水。

### SOGO經營權爭議案
2020年8月，疑似捲入受賄爭議。因李恆隆企圖奪回SOGO經營權，涉嫌透過白手套郭克銘等人行賄其與蘇震清、陳超明、徐永明等多名立委，透過公司法修法或舉辦公聽會，施壓經濟部官員撤銷太流增資登記。台北地檢署於民國109年9月間依貪污治罪條例等罪嫌起訴蘇震清等人。
2022年7月6日，台北地院依貪污治罪條例等罪判廖國棟8年6月徒刑，全案可上訴。

### 光電賄賂案
廖國棟在擔任立委期間，涉嫌收受光電業者賄賂並施壓公務機關以推行綠能計畫。檢方以貪汙起訴廖國棟，但廖國棟則稱不知情。

## 軼事
廖國棟非常喜歡唱歌，對音樂充滿熱情，年輕時音質很特別。從國中到高中，除了有四重唱及合唱團的歷練；大一時又特別去學聲樂，就讀高醫時曾經參加過個人獨唱比賽拿到冠軍，也參加過校園民歌比賽獲得第二名。大三時候，還參加過第一屆金韻獎比賽，總決賽當天，因為吉他一條弦斷了沒有得名。事後主辦單位「新格唱片」的董事長還說：「拜託大家，樂器要準備好。」當醫生之後，只能利用空暇之餘唱歌，就連參加喜宴，都會想高歌一曲，大家經常笑他是卡拉OK王子。

## 著作
| 出版時間   | 書名                                           | 作者                              | 出版社                  | ISBN               |
| ---------- | ---------------------------------------------- | --------------------------------- | ----------------------- | ------------------ |
| 2018年10月 | 《愛與榮耀：認識台灣，就從認識台灣原住民開始》 | 廖國棟著／口述，相印國際/採訪撰文 | 相印國際TogetherGo/出版 | ISBN 9789868761827 |

## 外部連結
- 廖國棟的Facebook專頁
- 立法院 廖國棟委員簡介 （页面存档备份，存于）